# Октябрьский сельсовет (Данковский район)
Октябрьский сельсовет — сельское поселение в Данковском районе Липецкой области Российской Федерации.
Административный центр — село Воскресенское.

## История
Статус и границы сельского поселения установлены Законом Липецкой области от 23 сентября 2004 года № 126-ОЗ «Об установлении границ муниципальных образований Липецкой области»

## Население
| 2010 | 2012 | 2013 | 2014 | 2015 | 2016 | 2017 |
| ---- | ---- | ---- | ---- | ---- | ---- | ---- |
| 655  | ↘645 | ↗655 | ↘648 | ↘647 | ↘632 | ↘622 |
| 2018 | 2021 |      |      |      |      |      |
| ↘618 | ↘587 |      |      |      |      |      |

## Состав сельского поселения
| № | Населённый пункт  | Тип населённого пункта       | Население |
| - | ----------------- | ---------------------------- | --------- |
| 1 | Воскресенское     | село, административный центр | ↗479      |
| 2 | Маринки           | деревня                      | 11        |
| 3 | Огарево           | деревня                      | 0         |
| 4 | Пеньки            | деревня                      | 0         |
| 5 | Рыхотка           | деревня                      | ↘148      |
| 6 | Спешнево          | деревня                      | 0         |
| 7 | Хитровские Прудки | деревня                      | 17        |